# Ernst Wiechert
Ernst Wiechert, född 18 maj 1887 i Kleinort, Ostpreussen, död 24 augusti 1950 på Stäfa, Schweiz, var en tysk lärare, poet och författare.

## Biografi
Wiechert föddes i byn Kleinort, Ostpreussen, (nu Piersławek, Polen). Han var en av de mest lästa författare i Tyskland under 1930-talet. Han införlivade sina humanistiska ideal i sina romaner bland vilka Das einfache Leben (1939) och Die Jeromin-Kinder (1945/47) är de mest kända i dag.
Wiechert var redan från början starkt emot nazismen. Han vädjade 1933 och 1935 till studenter i München att behålla sitt kritiska tänkande i relation till den nationalsocialistiska ideologin. Detta bedömdes som uppmaning till inre motstånd. Protokollet från hans tal cirkulerade olagligt i Tyskland och nådde Moskva 1937 inbakat i ett bröd. Här publicerades det i den inflytelserika exiltidningen Das Wort (Ordet). Men Wiechert gick ännu längre och vågade öppet kritisera nazisternas fängslande av Martin Niemöller 1938. Han greps strax efter att Tyskland anslutit Österrike i april 1938.
Till följd av sin kritik internerades han i koncentrationslägret i Buchenwald i fyra månader. Han skrev ner sina minnen från sin fångenskap och begravde manuskriptet. Det publicerades 1945 som Der Totenwald (I dödens skog, översatt 1946).
Efter kriget var Wiechert en kritiker av det västtyska samhället. Han dog i Stäfa, Schweiz.

## Arbeten i urval
- Die Flucht, roman, (pseudonym: Ernst Barany Bjell), 1916
- Der Wald, roman, 1922
- Der Totenwolf, roman, 1924
- Die blauen Schwingen, roman, 1925
- Der Knecht Gottes Andreas Nyland, roman, 1926
- Die kleine Passion. Geschichte eines Kindes, roman, 1929
- Jedermann, roman, 1931
- Geschichte eines Knaben, roman, 1933
- Das Spiel vom deutschen Bettelmann, radiopjäs, 1933
- Die Majorin, roman, 1934
- Das einfache Leben, roman, 1939, ISBN 3-548-24826-8
- Die Jeromin-Kinder, roman, 1945/7, ISBN 3-7844-2384-1 , ISBN 3-7844-2030-3
- Der Totenwald, Rapport från koncentrationslägret Buchenwald, 1946 (skriven 1937)ISBN 3-548-24038-0
- Jahre und Zeiten, memoarer, 1949, ISBN 3-548-22119-X
- Missa sine Nomine, roman 1950
- Der Exote, roman, 1951.